# Valérie Seyns
Valérie Seyns, née le 30 avril 1977 à Roulers est une femme politique belge bruxelloise, membre du Vlaams Belang. 
Elle a un certificat de réussite de la 1re candidature en sciences politiques et sociales.

## Fonctions politiques
- Membre du Parlement de la Région de Bruxelles-Capitale depuis le 29 juin 2004 au 7 juin 2009
- Conseillère communale de Molenbeek-Saint-Jean depuis le 8 octobre 2006 au 2009